# Tagamanent
Tagamanent – gmina w Hiszpanii, w prowincji Barcelona, w Katalonii, o powierzchni 43,48 km². W 2011 roku gmina liczyła 322 mieszkańców.